# Aluminiumdodecaborid
Aluminiumdodecaborid ist eine intermetallische Verbindung des Aluminiums aus der Gruppe der Boride. Aluminiumdodecaborid wird fälschlicherweise auch als Bordiamant bezeichnet, weil es zwar diamantähnliche Eigenschaften (Härte, Transparenz, Lichtbrechung) aufweist, aber kein Diamant ist.

## Gewinnung und Darstellung
Aluminiumdodecaborid kann durch Reaktion von Bor(III)-oxid mit Schwefel und Aluminium gewonnen werden. Fügt man dem Gemisch noch Kohlenstoff hinzu, so entsteht die β-Form.

## Eigenschaften
Aluminiumdodecaborid ist ein Feststoff, der in zwei Formen vorkommt. α-Aluminiumdodecaborid kristallisiert tetragonal, Raumgruppe P43212 (Raumgruppen-Nr. 96) bzw. P41212 (Nr. 92), Gitterparameter a = 1016 pm, c = 1427 pm), γ-AlB12 ist orthorhombisch mit der Raumgruppe P212121 (Nr. 19) und den Gitterparametern a = 1657 pm, b = 1751 pm und c = 1014 pm. Beide Phasen haben komplizierte Strukturen, die jedoch aus den gleichen Strukturmotiven aufgebaut sind: Einem B12-Ikosaeder und einer B19-Einheit. Letztere besteht aus zwei unvollständigen Ikosaedern (es fehlt jeweils ein Atom), die über eine gemeinsame Dreiecksfläche verbunden sind. Sowohl die B12- als auch die B19-Einheit sind über B–B-Bindungen mit benachbarten Gruppen verbunden. Die Aluminiumatome sind dabei statistisch über mehrere Positionen in der Kristallstruktur verteilt. Das früher als β-Aluminiumdodecaborid beschriebene Borid kristallisiert orthorhombisch (a = 1234 pm, b = 1263 pm, c = 508 pm). Es handelt sich dabei um kein reines Borid, sondern um eine Phase mit der Zusammensetzung C2Al3B48. Letzteres eignet sich als Ausgangsprodukt zur Herstellung anderer Boride in gut ausgebildeten Kristallen.